# ぶんぶんボウル
ぶんぶんボウルは、日本のお笑いコンビ。いずれも石川県白山市出身。吉本興業東京本社（東京吉本）所属。東京NSC8期生。よしもと石川県住みます芸人。

## メンバー
- とよしげ　（1983年4月6日（42歳） - ）　ツッコミ担当。本名、松本 豊茂（まつもと とよしげ）。
  - 愛称はとよ。
  - 立ち位置は客席から見て右。衣装の色は緑。身長172cm、血液型はO型。
  - 2013年11月22日に一般女性と入籍したことを、翌日の生放送で発表した。
  - 2016年5月7日には実家にクマが侵入し、その捕獲に立ち会った[2][3]。
  - 実父が北陸朝日放送『2時どき』にて「素人レポーター」として不定期出演した。
- まーし　（1984年3月22日（41歳） - ）ボケ担当。本名、川岸 真志（かわぎし まさし）。
  - 立ち位置は左。衣装の色は赤。身長173cm、血液型はA型。
  - 2017年9月の放送で一般女性との結婚を発表。

## 芸歴
松任市立松任中学校（当時・現白山市立）の同級生コンビ。在学中「3年生を送る会」に3年連続で出演、漫才を披露していた（当時の様子があさがおテレビで放送された）。高校卒業後、上京し東京NSC入り。
2003年にデビューし、2007年より地元ケーブルテレビ・あさがおテレビの情報番組『ぶんぶんい〜じぃナビ』に出演。2011年4月27日、吉本興業の「あなたの街に“住みます”プロジェクト」にて、地元・石川県の住みます芸人に任命。2011年5月14日に白山市に引越しした。
芸風としては、挨拶で「まいどさ〜ん」（金沢弁で「こんにちは」という意味）を使うのが通例となっている。

## 現在の出演番組

### テレビ
- となりのテレ金ちゃん（テレビ金沢、2012年4月 - ） - 水曜日レギュラー。2012年からは同番組の「おで活!」（石川）を担当。
- ぶんぶんセブン[5]（テレビ金沢、2013年4月 -2024年3月 ）
- ぶんぶんい〜じぃナビ（あさがおテレビ、2007年 - ）
- 石川さん情報Live リフレッシュ（石川テレビ、2011年 - ） - 「リフレッシュ法律相談室」再現VTR
- ギュッ!と石川 ゆうどきLive（北陸朝日放送、2019年4月 - ）

### ラジオ
- ぶんぶんボウルの休み時間（北陸放送、水曜20:00 - 21:00）

## 過去の出演番組

### テレビ
- 白山市宣伝部（北陸朝日放送、2011年 - 2012年）
- 真相回転!どいね寿司（NHK金沢放送局、2011年 - 2014年） - リポーター
- IPPONスカウト（フジテレビ、2012年11月17日） - トヨのみ出演。
- 土曜はドキドキ（北陸朝日放送、2013年6月 - 2016年3月） - 中継リポーター
- そうだ旅（どっか）に行こう。（テレビ東京、2013年4月6日） - 大島美幸・村上知子（いずれも森三中）と光浦靖子（オアシズ）の案内役として出演。
- 絶対に行きたくなる!おもしろ名城旅 おしろツアーズ5（東海テレビ、2013年12月1日）
- わがまま!気まま!旅気分（BSフジ、2014年5月10日）- 独占スクープ!福井のおすすめスポット最前線の旅
- お正月もいかがdeSHOW（富山テレビ、2015年1月3日）
- FNS27時間テレビ にほん人は何を食べてきたのか?（フジテレビ、2018年9月8日 - 9月9日） - 「FNS対抗!メシの祭典」において、石川テレビ代表として篠井英介・今井友理恵（石川テレビアナウンサー、放送時点）とともに出演。
- 2時はどきどき5ch（北陸朝日放送、2016年4月 - 2019年3月） - 中継リポーター
- 街角大喜利バラエティ ミルクボーイいろ（HAB、2021年6月7日） - まーしのみ構成として。出演はしていない。

### ラジオ
- 週刊 ぶんぶんめし!（福井放送、2015年4月11日 - 時期不明）